# NLMK

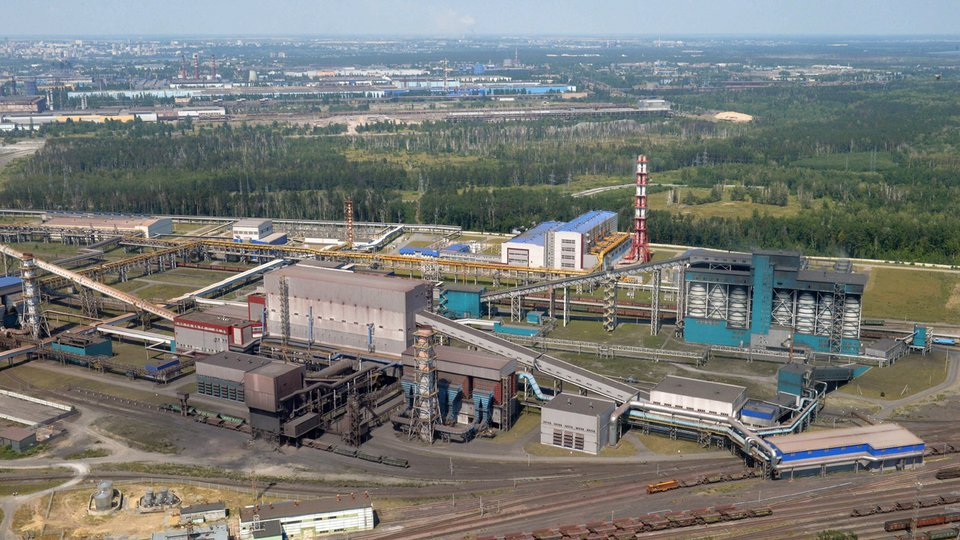
Luftaufnahme des NLMK

NLMK (englisch Novolipetsk Steel, russisch Новолипецкий металлургический комбинат – Nowolipezker metallurgisches Kombinat) ist ein Stahlhersteller aus Russland mit Firmensitz in Lipezk, etwa 500 km südöstlich von Moskau. NLMK ist im RTS Index an der Börse in Moskau gelistet. Das Unternehmen wurde am 24. September 1993 gegründet und gehört dem Oligarchen Wladimir Lissin.
NLMK produzierte im Jahr 2014 15,9 Mio. t und im Jahr 2022 16,0 Mio. t Stahl und ist damit der größte russische Stahlhersteller und liegt weltweit auf Rang 23.

## Werke
Russland:
- Lipezk (Hochöfen)
- Kaluga (Elektrostahlwerk)

Westeuropa:
- Bandstahlproduktion
  - Straßburg
  - La Louvière
- Blechproduktion
  - Clabecq
  - Verona
  - Frederiksvaerk (DanSteel)

Nordamerika:
- Portage

## Unternehmensbeteiligungen
- Dolomit, erworben 1997
- Stagdok, erworben 1999
- Stoilenski GOK, erworben 2004
- TMTP, erworben 2004
- DanSteel A/S, erworben 2006

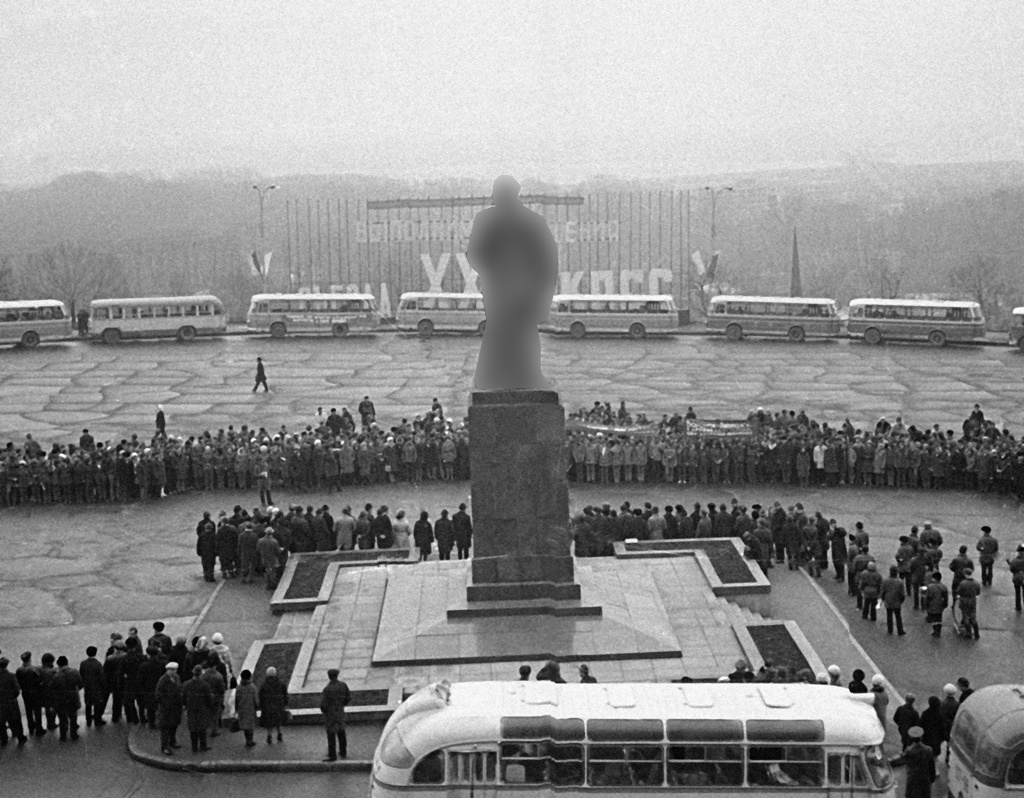
Komsomol-Kundgebung vor dem Nowolipezker Metallurgie-Kombinat 1973

- Altai-Koks und Prokopjewskugol, erworben 2006
- VIS Stal, erworben 2006